# 科梅扎杜拉
科梅扎杜拉（義大利語：Commezzadura），是意大利特伦托自治省的一个市镇。总面积22平方公里，人口990人，人口密度45.0人/平方公里（2009年）。ISTAT代码为022064。